# Osiedle Na Kozłówce
Osiedle Na Kozłówce (pot. Kozłówek) – osiedle Krakowa w Dzielnicy XII Bieżanów-Prokocim, niestanowiące jednostki pomocniczej niższego rzędu w ramach dzielnicy.

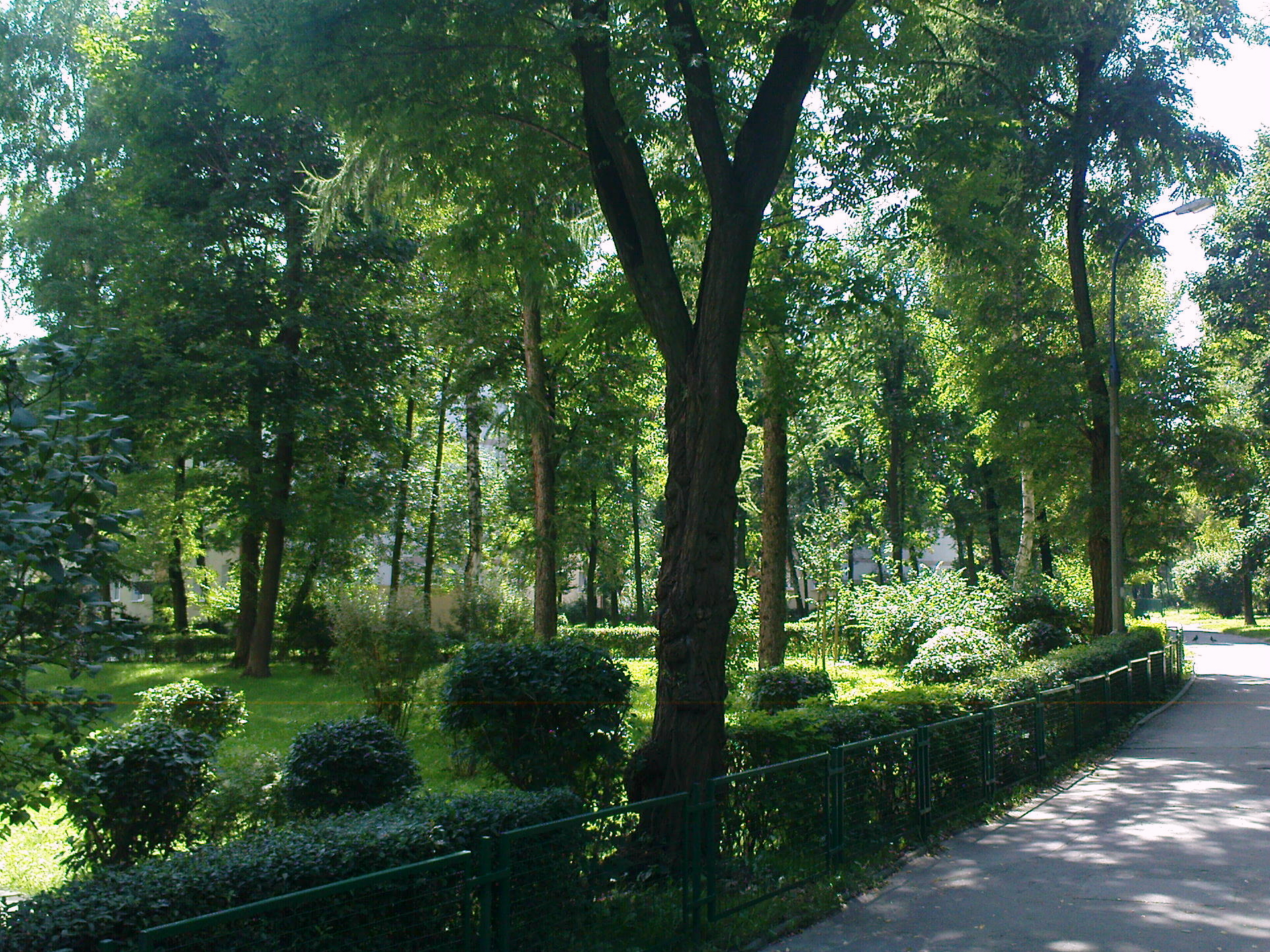
Zieleń na alejkach pomiędzy ulicami Okólną a Spółdzielców

## Położenie
Osiedle Na Kozłówce leży w prawobrzeżnej, południowo-wschodniej części Krakowa, w trójkącie ograniczonym ulicami: od zachodu Nowosądecką, od północnego wschodu Wielicką, i od południa Facimiech i dalej potokiem Drwinka.

## Historia
Osiedle powstało w latach 1966–1977 (według projektu A. Kędzierskiego) w południowej części dawnej wsi Prokocim. Swą nazwę zawdzięcza wzgórzu Kozłówka, na którym zostało wybudowane. Zbudowano budynki pięcio- i jedenastokondygnacyjne w technologii wielkoblokowej i wielkopłytowej, oraz pawilony handlowo-usługowe, pawilon gastronomiczny, aptekę, budynek poczty oraz 2 szkoły, 2 przedszkola, żłobek i plac zabaw dla dzieci.
Początkowo osiedle posiadało dwie własne kotłownie centralnego ogrzewania, dopiero w latach 70. ubiegłego stulecia zostało podłączone do centralnego systemu ogrzewania w Elektrociepłowni w Łęgu. W 1965 r. doprowadzono linię tramwajową do rejonu dawnego zespołu pałacowego Jerzmanowskich w Prokocimiu i potem 1978 roku do Nowego Bieżanowa. W 2000 roku powstała nowa druga linia, która przechodzi obok osiedla Na Kozłówce ulicą Nowosądecką i dalej do Kurdwanowa. 

W latach 90. XX wieku na osiedlu wzniesiono salon samochodowy Seata (według projektu R. Kuzianika). W latach 2005–2008 dokonano remontu elewacji wszystkich bloków na osiedlu. Do osiedla zalicza się również część starej zabudowy jednorodzinnej umiejscowionej głównie przy ulicach: Czorsztyńskiej, Zieleniec, Wojciecha Stattlera, Wolskiej, Na Kozłówce i wewnętrznej stronie ulicy Facimiech.

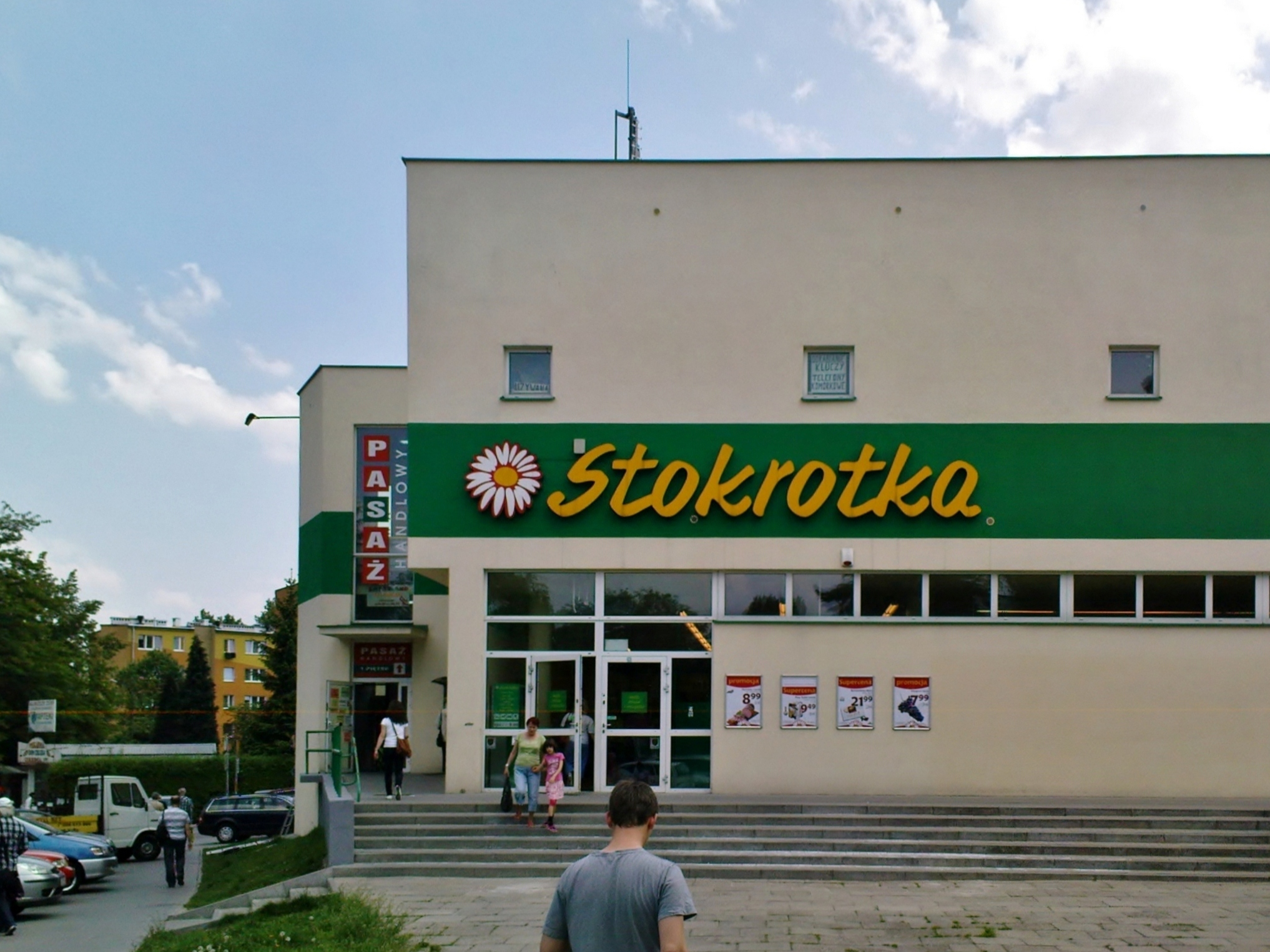
Sklep Stokrotka przy ulicy Na Kozłówce

## Handel i usługi
Na osiedlu przy ulicy Spółdzielców istnieje centrum handlowo-usługowego a w nim zegarmistrz, szewc, naprawa sprzętu gospodarstwa domowego, naprawa sprzętu RTV, zakład optyczny, fryzjer, hydraulik, krawiec, fotograf, złotnik, szklarz, lekarz dentysta, okulista, biblioteka, wypożyczalnia filmów video, pizzeria, sklep mięsny, spożywczy, warzywny, elektryczny, hydrauliczno-instalacyjny sklep ze słodyczami, biżuterią, galanterią, odzieżą nową i używaną, księgarnia, kawiarnia, pasmanteria itp. Na terenie osiedla oprócz tego funkcjonują 4 apteki, poczta, ośrodek zdrowia, duże sklepy spożywcze m.in.: Żabka, Stokrotka, Lewiatan i mniejsze prywatne sklepiki, cukiernie, sklepy z pieczywem, kosmetykami, chemią gospodarczą, materiałami budowlanymi i instalacyjnymi, obuwiem, odzieżą, materiałami papierniczymi i biurowymi, kawiarnie, piwiarnie, bary, kioski z prasą, kwiaciarnie, gabinety kosmetyczne, solarium, sklepy z odzieżą używaną, salon samochodowy, sklep z częściami i akcesoriami samochodowymi, stacja benzynowa, zakład wulkanizacyjny, placówki banków, agencje ubezpieczeniowe, agencje towarzyskie itp. W obrębie osiedla znajduje się również plac targowy, na którym umiejscowione są liczne sklepiki ogólnospożywcze i owocowo-warzywne oraz stanowiska dla drobnego handlu obwoźnego.

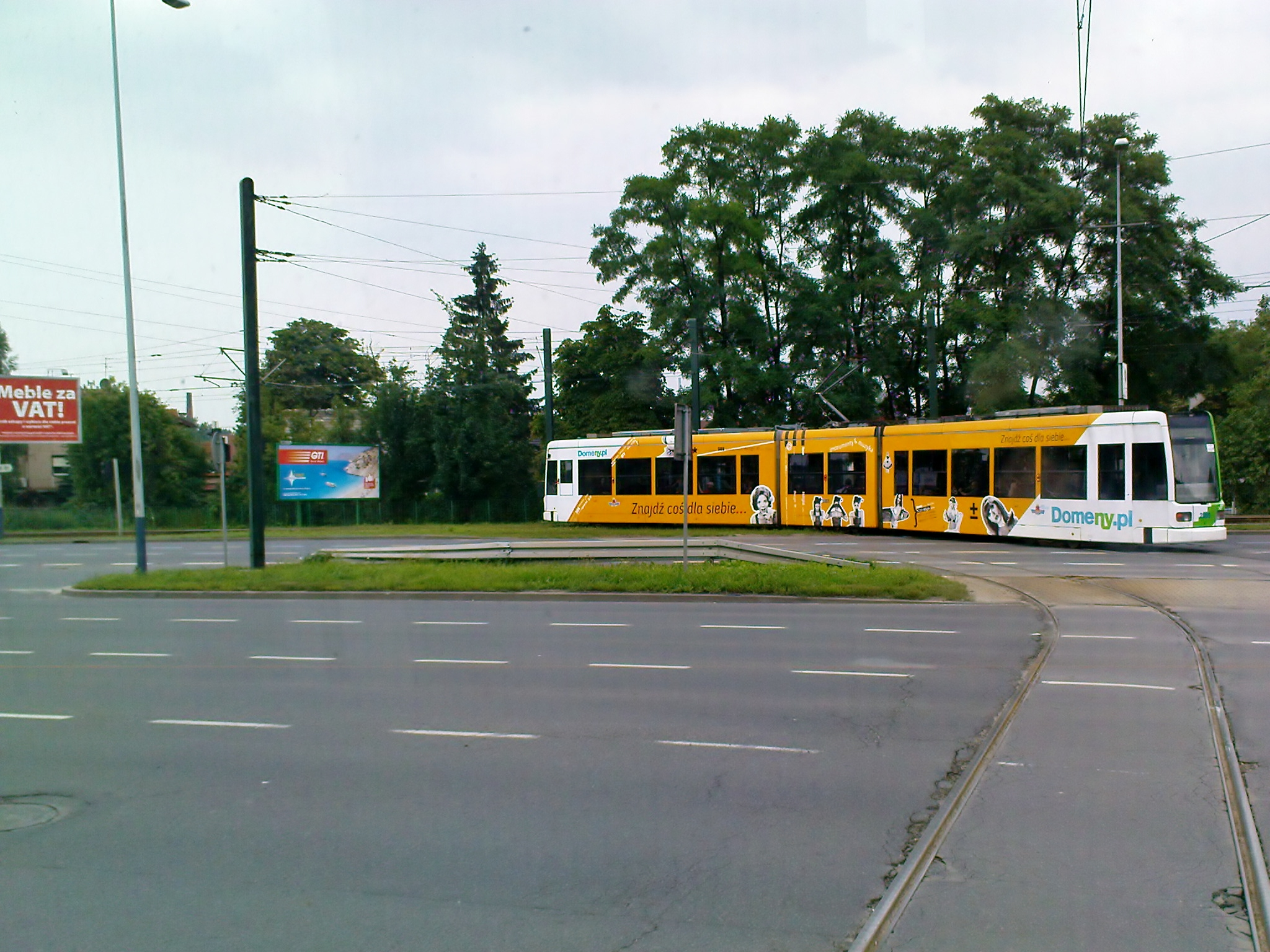
Tramwaj linii 50 skręcający z przystanku „Bieżanowska” przy ulicy Nowosądeckiej w ulicę Wielicką

## Wspólnoty wyznaniowe
- Kościół rzymskokatolicki:
  - większość osiedla podlega parafii Matki Bożej Dobrej Rady w Prokocimiu Starym
  - mieszkańcy części bloków przy ulicy Spółdzielców i Nowosądeckiej należą do parafii Matki Boskiej Różańcowej na Piaskach.
- Świadkowie Jehowy:
  - zbór Kraków-Kozłówek (Sala Królestwa ul. Nadzieja 27a)[4].

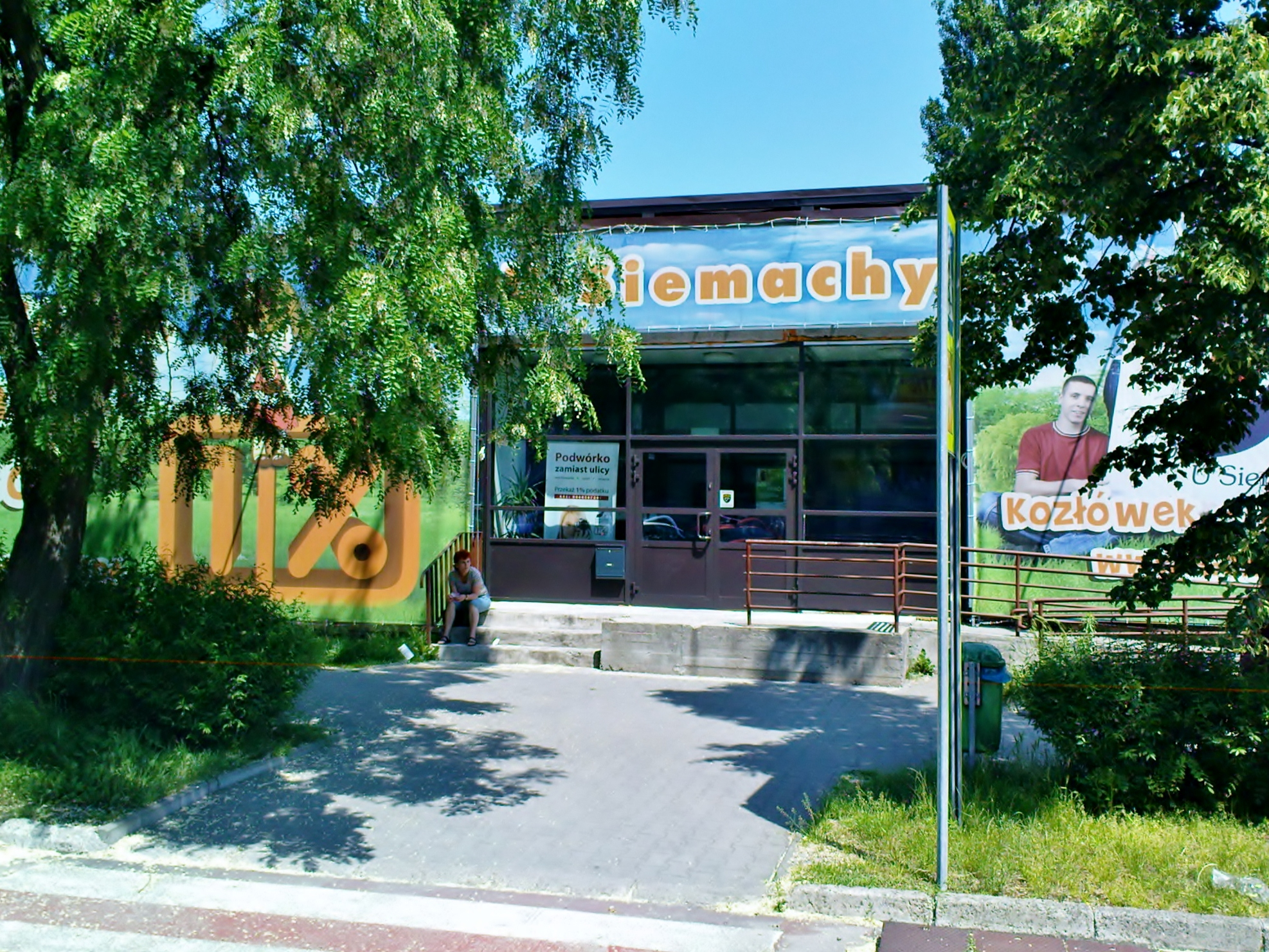
Dzienny Ośrodek Socjoterapii dla Dzieci „U Siemachy” przy ulicy Na Kozłówce

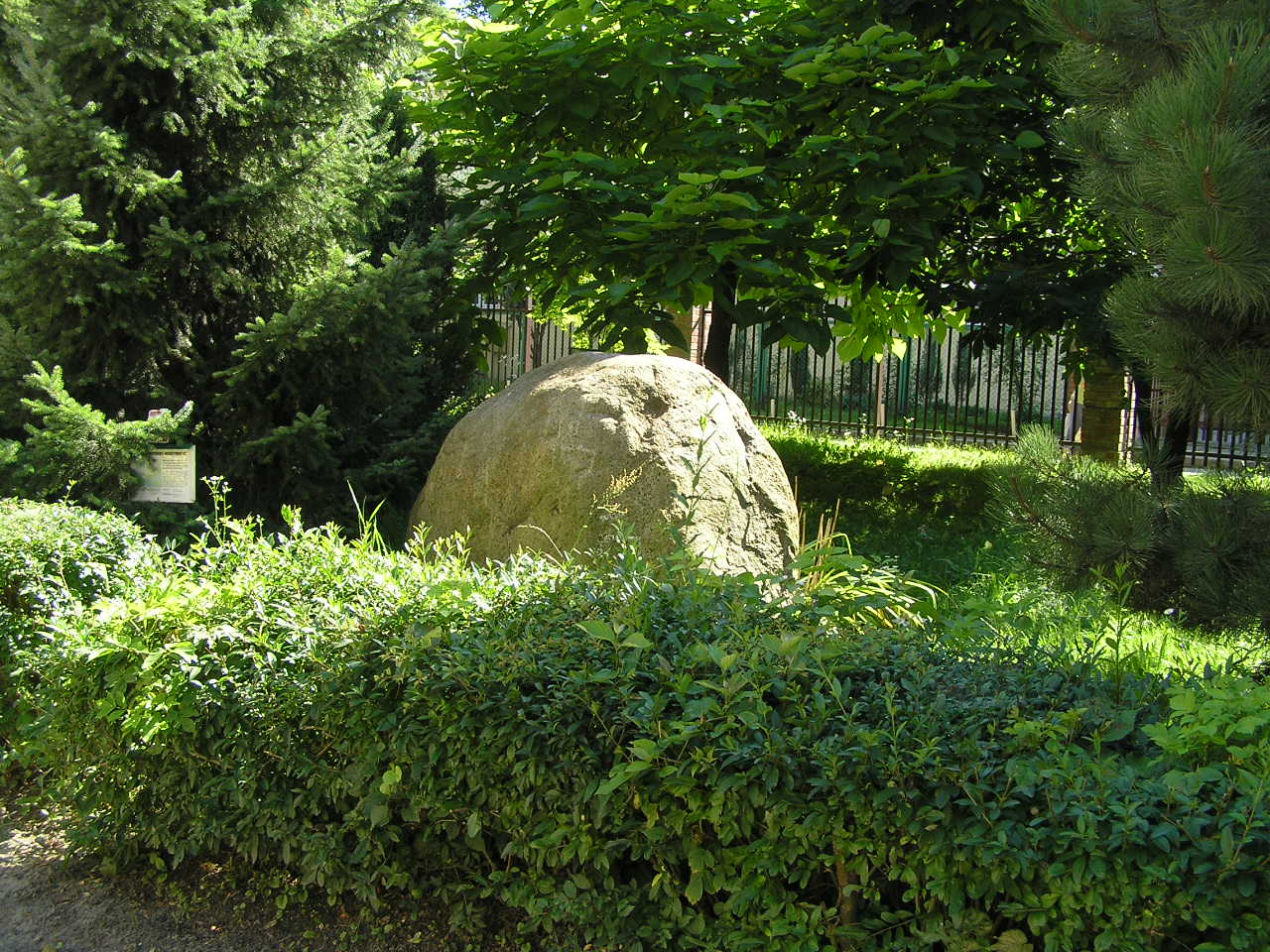
Pomnik przyrody – głaz narzutowy przy ulicy Spółdzielców

## Inne
Na osiedlu działa Dzienny Ośrodek Socjoterapii dla Dzieci U Siemachy. W okolicy placu zabaw dla dzieci i niżej, koło potoku Drwinka, jest sześć ziemnych kortów tenisowych, w tym jeden kryty pneumatyczną halą, oraz asfaltowe boiska do siatkówki i koszykówki, zaś przy gimnazjum boisko Orlika. Na terenie gimnazjum jest głaz narzutowy Rapa Kiwi – jedyny tego typu pomnik przyrody na terenie Krakowa. Został przeniesiony z doliny Drwinki w 1995 r., gdzie przetransportował go lądolód skandynawski ok. 400 tys. lat temu z Wysp Alandzkich.

## Galeria

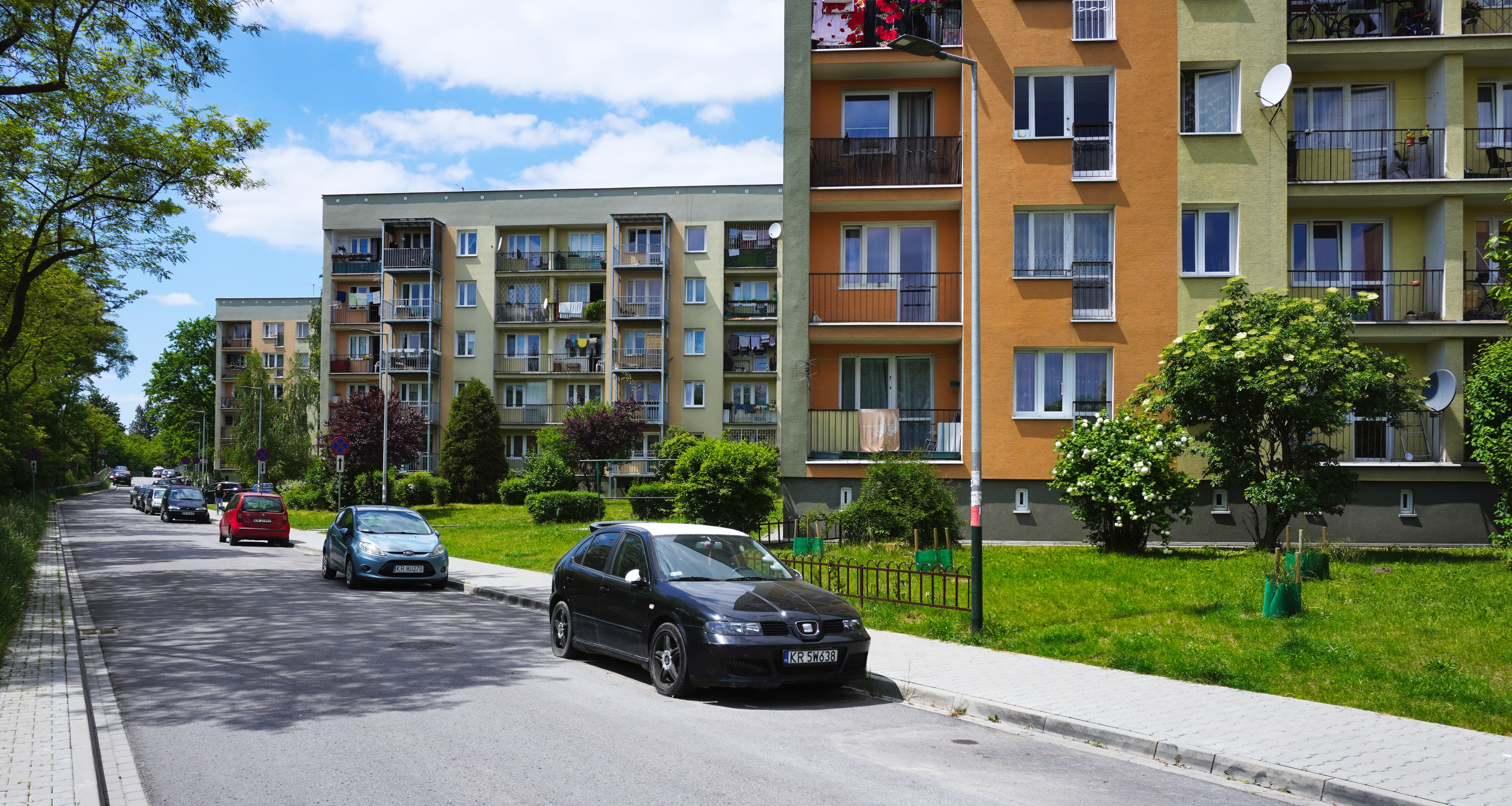
Bloki przy ul. Okólnej 24, 22 i 20, widok od południowego wschodu
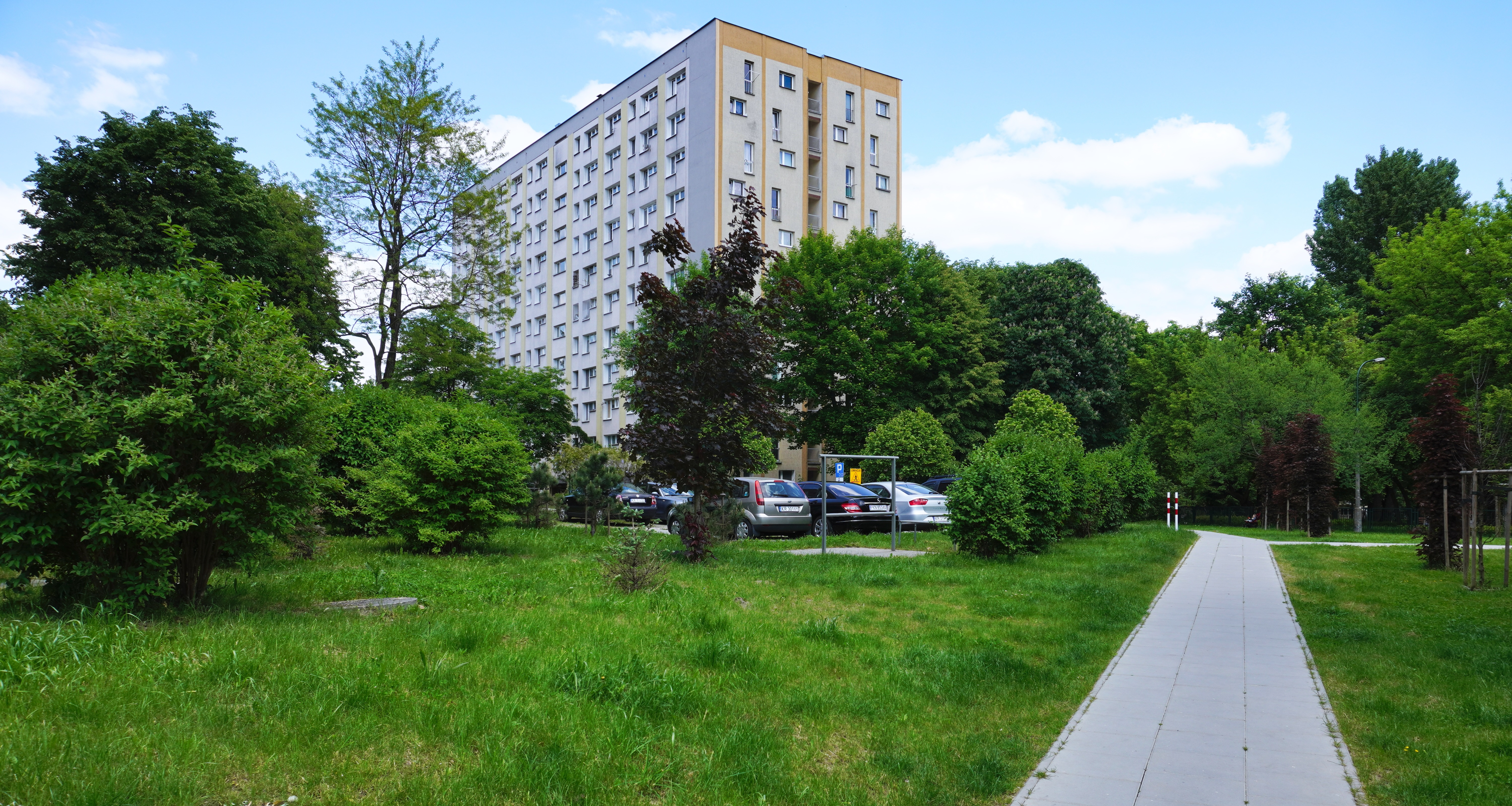
Wnętrze osiedla, blok przy ul. Spółdzielców 11
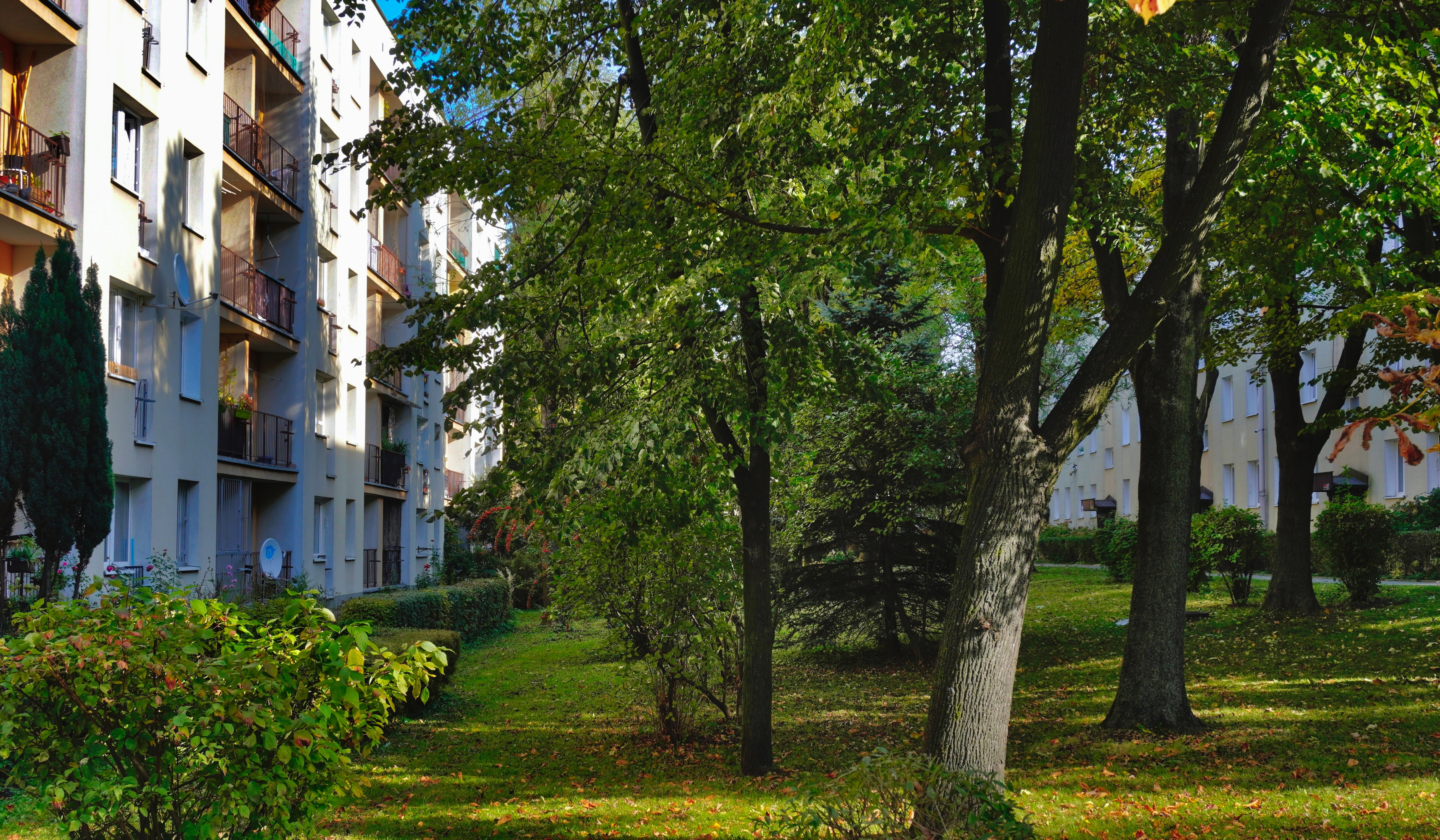
Wnętrze osiedla, bloki przy ul. Nowosądeckiej 13 i 15
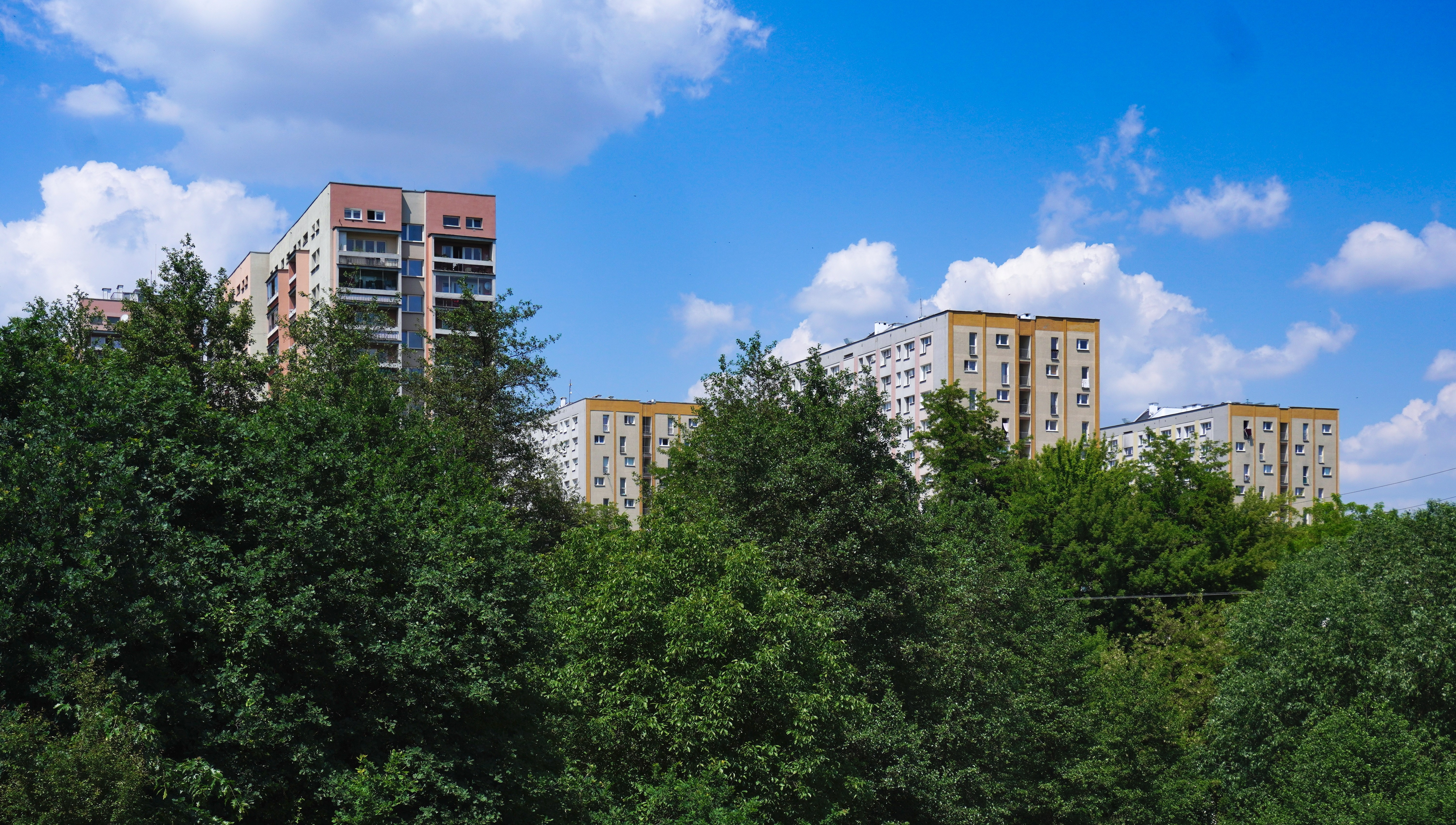
Widok osiedla od południa, z osiedla Piaski Nowe, ponad doliną potoku Drwinki
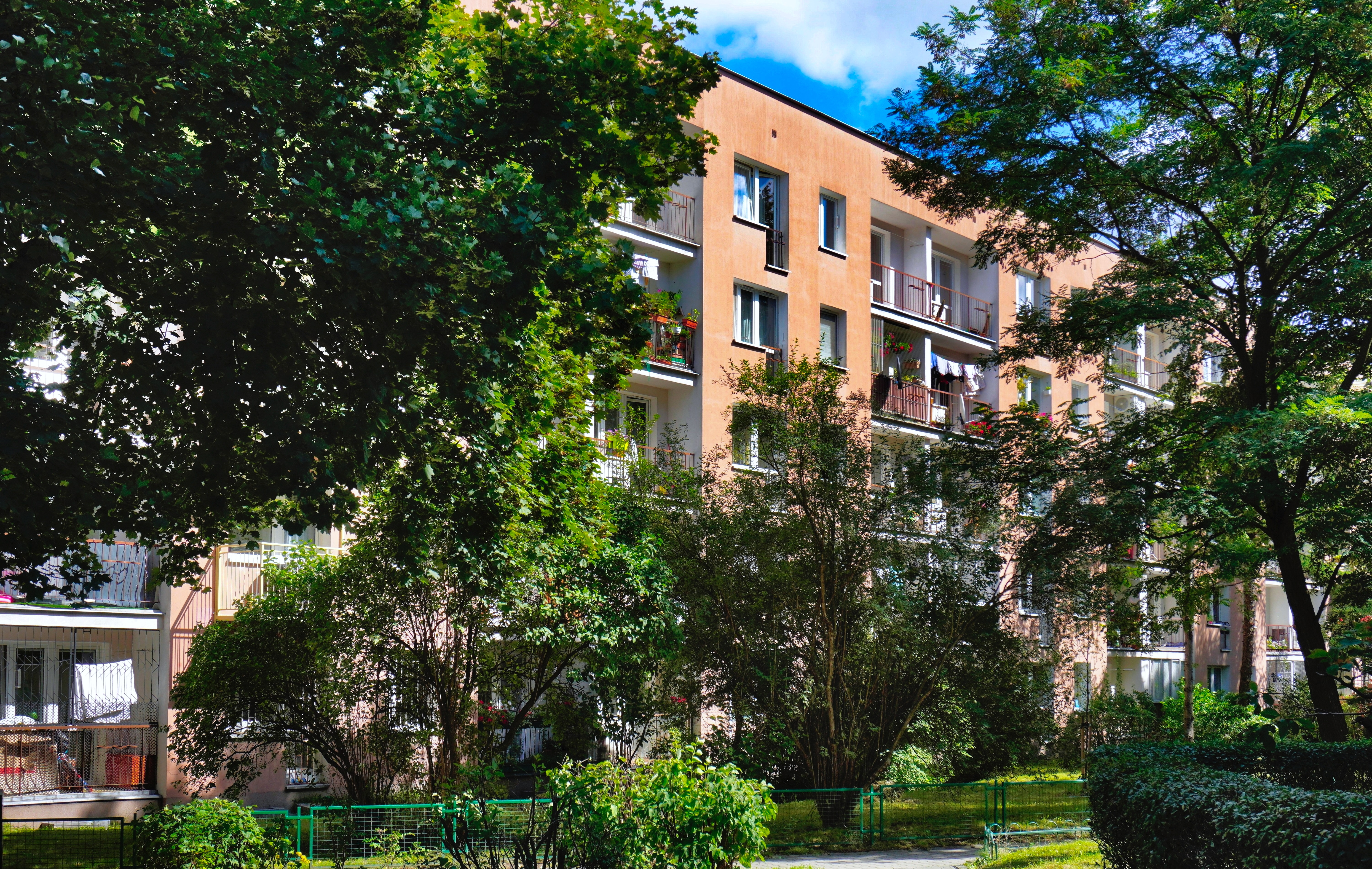
Wnętrze osiedla, blok przy ul. Spółdzielców 6
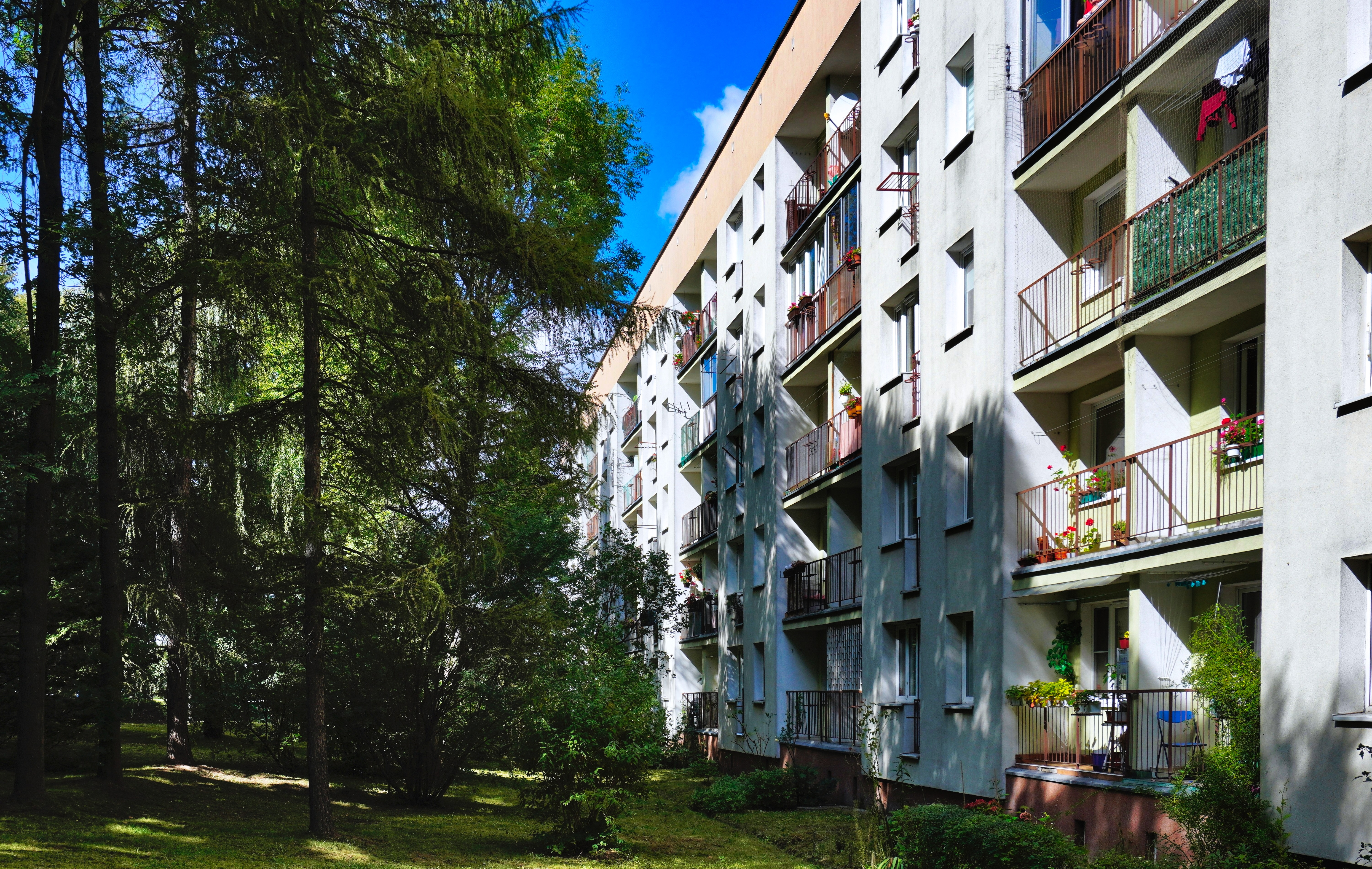
Wnętrze osiedla, blok przy ul. Na Kozłówce 5
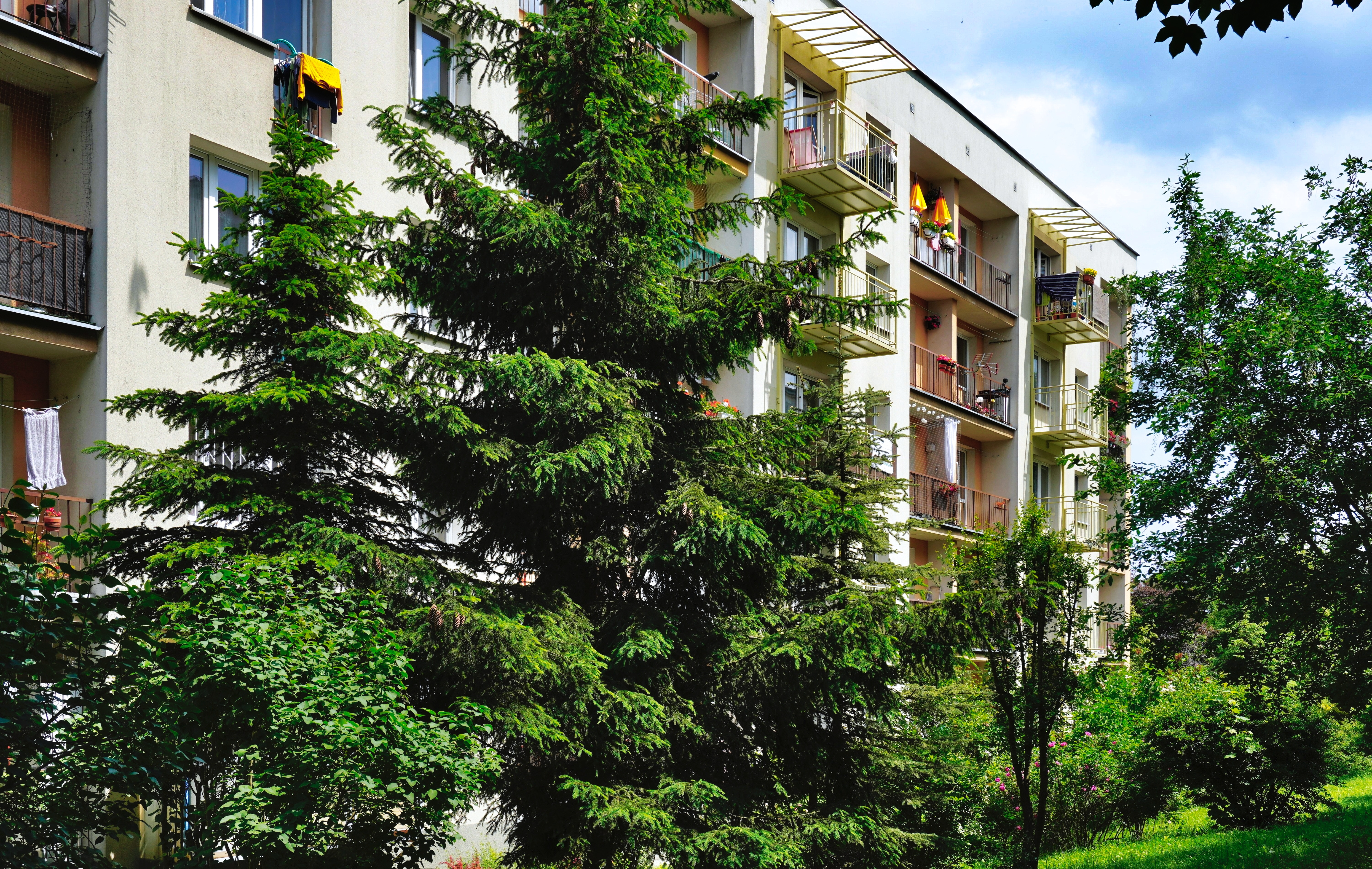
Wnętrze osiedla, blok przy ul. Nowosądeckiej 15
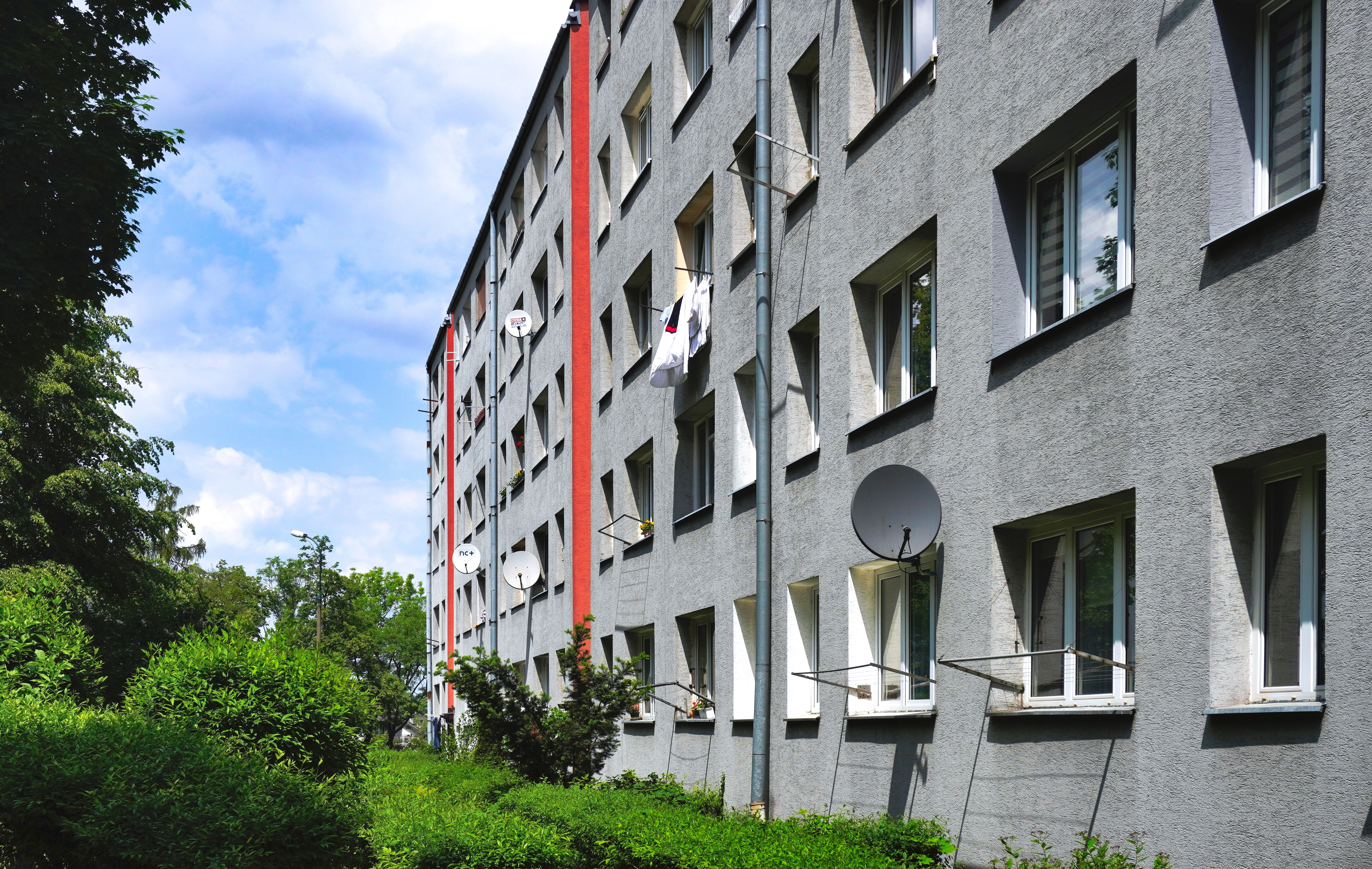
Wnętrze osiedla, blok przy ul. Na Kozłówce 12
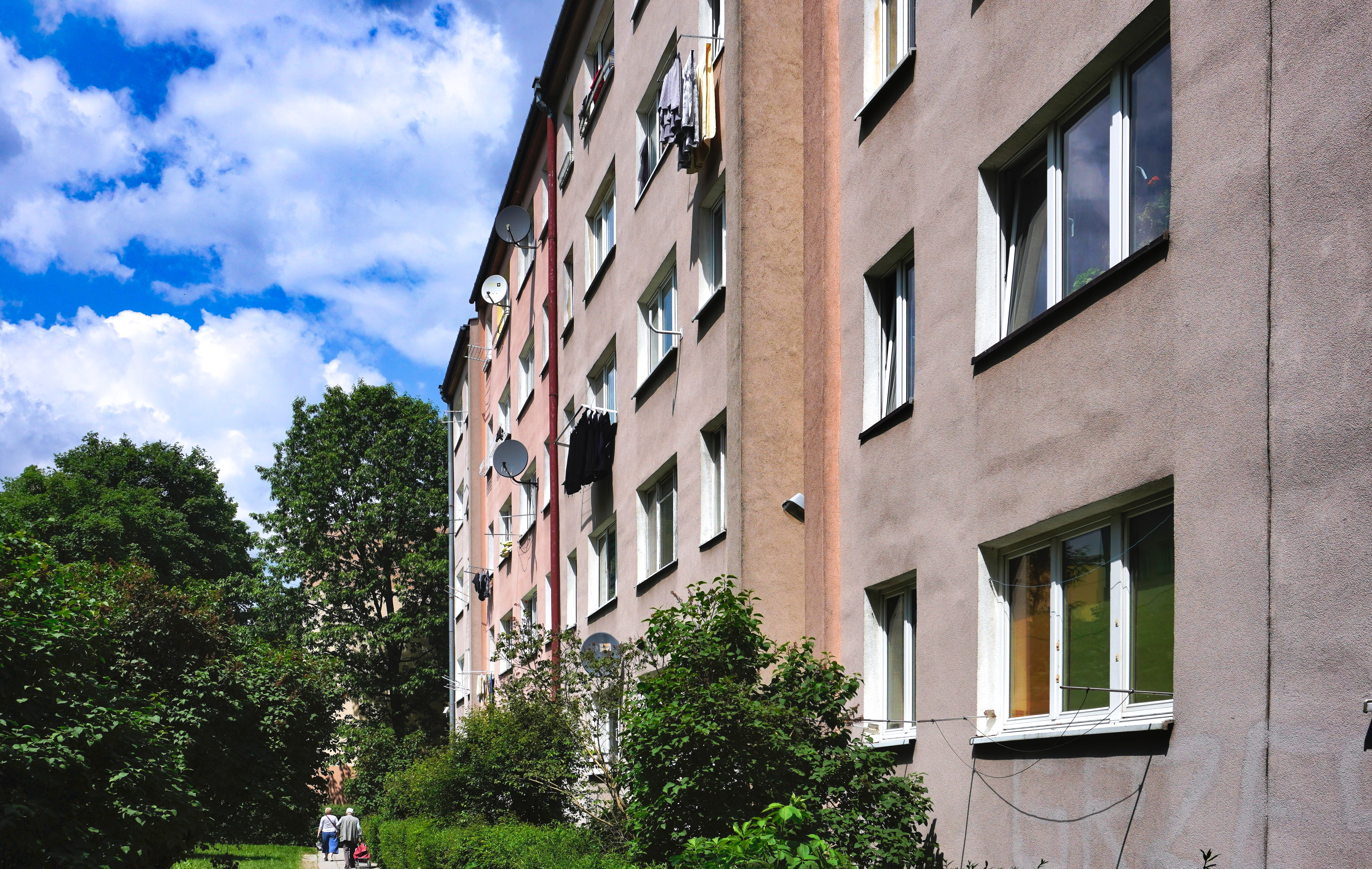
Wnętrze osiedla, blok przy ul. Okólnej 11
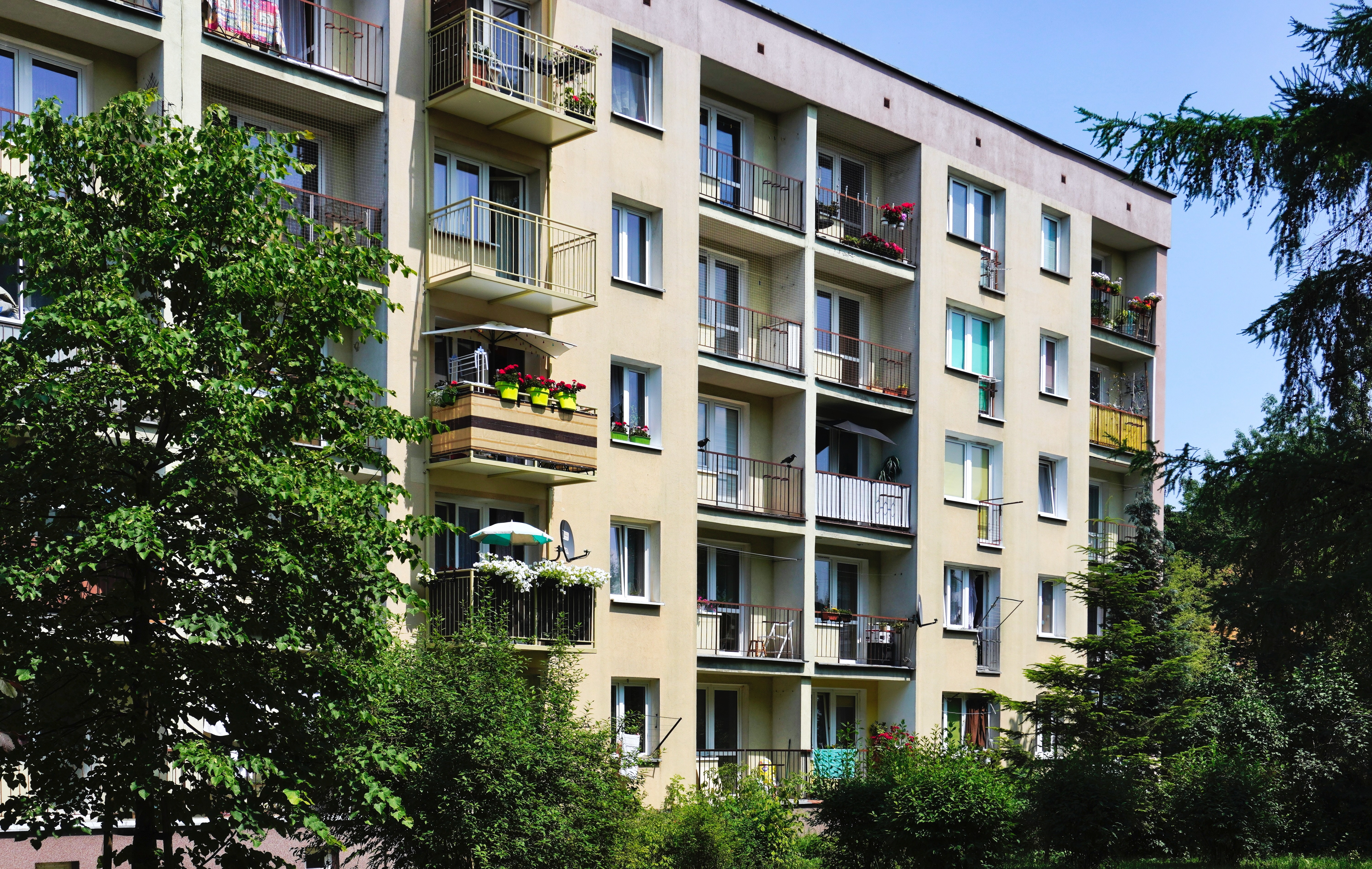
Wnętrze osiedla, blok przy ul. Okólnej 8
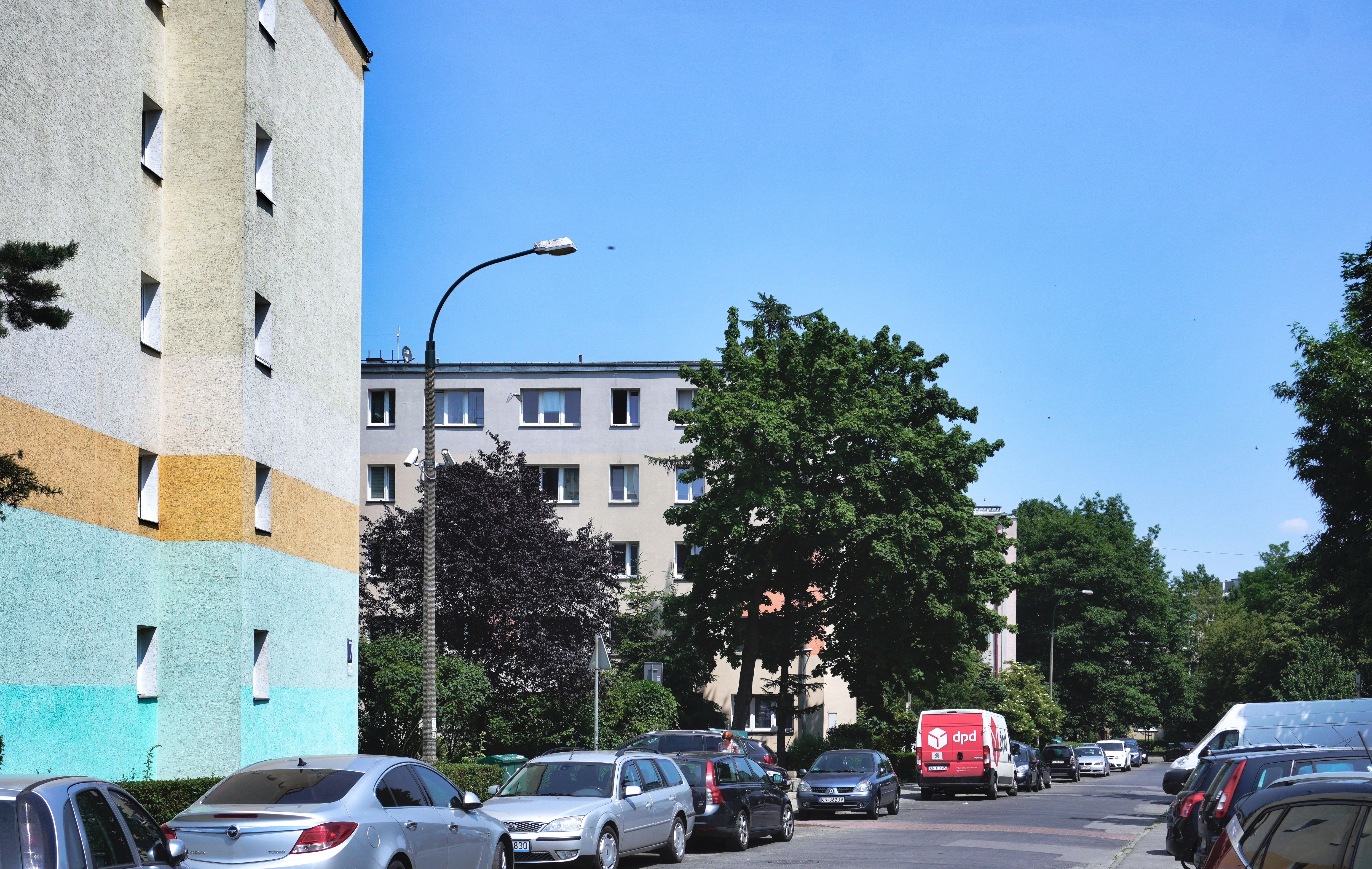
Ulica Okólna
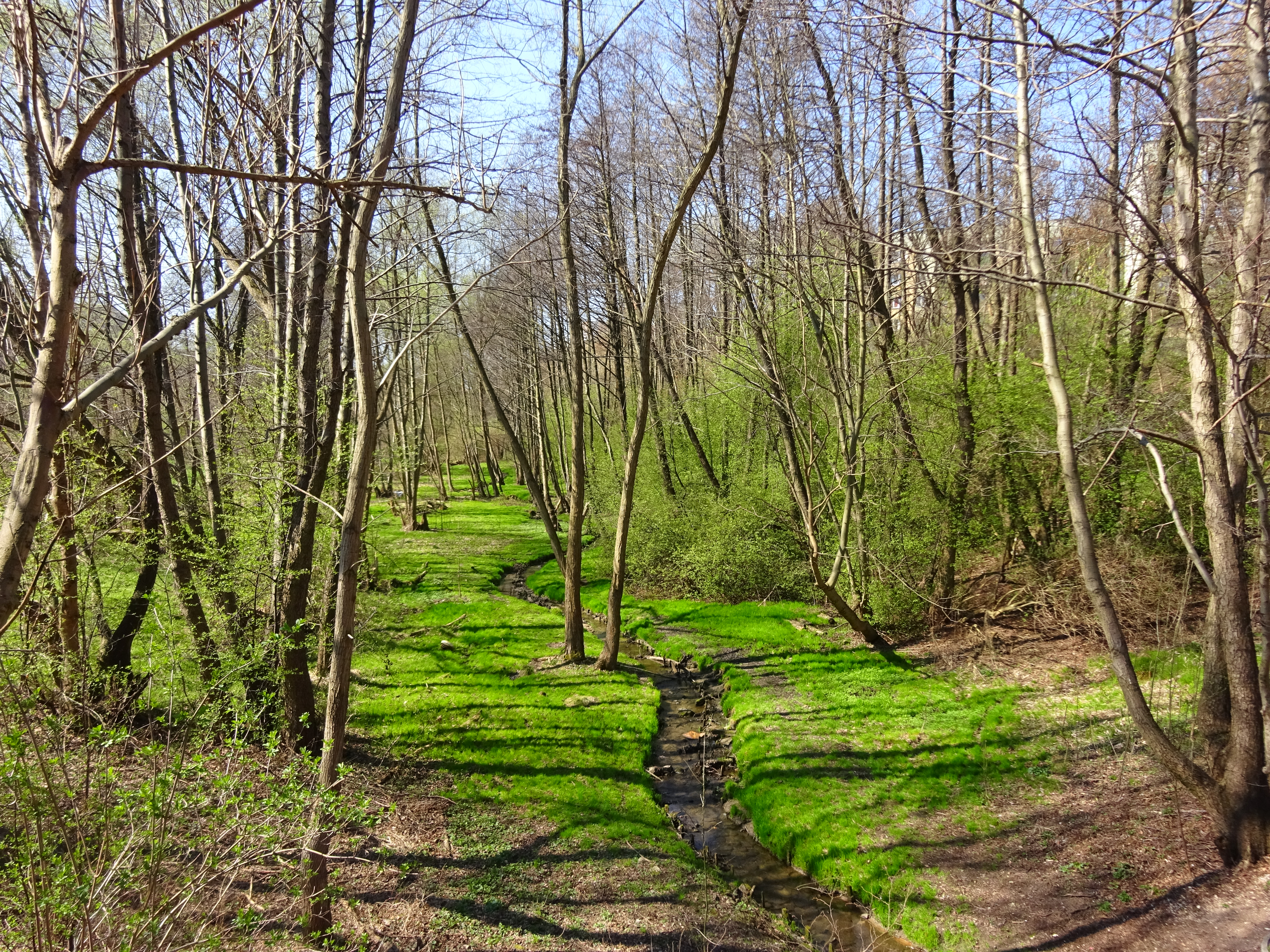
Dolina Drwinki wiosną z mostku łączącego ulice Facimiech i Podlesie, na wysokości osiedla na Kozłówce